# Ирвинг, Энди
Эндрю Ирвинг (англ. Andrew Irving; род. 13 мая 2000, Эдинбург) — шотландский футболист, полузащитник клуба «Вест Хэм Юнайтед».

## Ранние годы
Ирвинг вырос в Эдинбурге и учился в средней школе Портобелло.

## Клубная карьера

### «Харт оф Мидлотиан»
В июне 2017 года, будучи членом молодёжной команды «Харт оф Мидлотиан», Ирвинг присоединился к «Бервик Рейнджерс» на правах аренды до января 2018 года. Он сыграл 24 матча за «Бервик» во всех соревнованиях, забив два гола.
По возвращении в «Харт оф Мидлотиан» он дебютировал в основной команде 24 января 2018 года, сыграв с самого начала в победном матче против «Гамильтон Академикал» (3:0) на стадионе «Нью-Дуглас Парк». В июле 2018 года Ирвинг подписал новый контракт, продлив свой пребывание в клубе до 2020 года.
Ирвинг впервые появился в сезоне 2018/2019, заменив Олли Ли на 65-й минуте в матче Кубка шотландской лиги против «Коув Рейнджерс». Однако продление его контракта не было правильно подано в Шотландскую футбольную ассоциацию, что сделало его не имеющим права играть, поскольку его регистрация истекла 9 июня. Дисциплинарное слушание ШПФЛ состоялось 23 июля, в результате которого «Харт оф Мидлотиан» были оштрафованы на два очка в групповом этапе и оштрафованы на 10 000 фунтов стерлингов, с отсрочкой выплаты штрафа в размере 8 000 фунтов стерлингов до конца следующего сезона.
31 июля 2018 года Ирвинг был отдан в аренду в «Фалкирк» из Шотландского Чемпионшипа до января 2019 года.

### «Тюркгюджю Мюнхен»
В июне 2021 года Ирвинг подписал контракт с клубом Третьей лиги Германии «Тюркгюджю Мюнхен». 25 июля 2021 года Ирвинг дебютировал, выйдя на замену в гостевом матче против «Ферля» (0:0).

### «Аустрия» (Клагенфурт)
В июле 2022 года Ирвинг подписал контракт с клагенфуртской «Аустрией» после того, как финансовые проблемы в «Тюркгюджю Мюнхен» вынудили клуб покинуть Третью лигу в марте 2022 года. Ирвинг был продан в «Вест Хэм Юнайтед» в день крайнего срока трансфера в сентябре 2023 года, но сразу же был отдан в аренду обратно в «Аустрию». Несмотря на то, что ни один из клубов не подтвердил трансфер в то время, в конечном итоге это сделал управляющий директор «Аустрии» Гюнтер Горенцель в декабре 2023 года. 24 апреля 2024 года Ирвинг оформил хет-трик за 22 минуты победной игры против зальцбургского «Ред Булла» (4:3).

### «Вест Хэм Юнайтед»
Он дебютировал в Премьер-лиге за «Вест Хэм Юнайтед» в сентябре 2024 года в проигрышном лондонском дерби против «Челси» (0:3).
В феврале 2025 года впервые вышел в стартовом составе «Вест Хэм Юнайтед» в Премьер-лиге, вновь в проигрышном матче против «Челси» (1:2).

## Карьера за сборную
Ирвинг представлял Шотландию на уровнях до 14, до 16, до 17, до 19 и до 21 года. Он получил первый международный вызов 1 октября 2024 года на матчи национальной сборной Шотландии в Лиге наций с Хорватией и Португалией.

## Клубная статистика
| Клуб                          | Сезон      | Лига                    | Лига  | Лига | Кубок | Кубок | Кубок лиги | Кубок лиги | Другое | Другое | Итог  | Итог |
| Клуб                          | Сезон      | Дивизион                | Матчи | Голы | Матчи | Голы  | Матчи      | Голы       | Матчи  | Голы   | Матчи | Голы |
| ----------------------------- | ---------- | ----------------------- | ----- | ---- | ----- | ----- | ---------- | ---------- | ------ | ------ | ----- | ---- |
| Харт оф Мидлотиан             | 2016/17    | Шотландский Премьершип  | 0     | 0    | 0     | 0     | 0          | 0          | —      | —      | 0     | 0    |
| Харт оф Мидлотиан             | 2017/18    | Шотландский Премьершип  | 4     | 0    | 0     | 0     | 0          | 0          | —      | —      | 4     | 0    |
| Харт оф Мидлотиан             | 2018/19    | Шотландский Премьершип  | 1     | 0    | 0     | 0     | 2          | 0          | —      | —      | 3     | 0    |
| Харт оф Мидлотиан             | 2019/20    | Шотландский Премьершип  | 17    | 0    | 3     | 1     | 5          | 1          | —      | —      | 25    | 2    |
| Харт оф Мидлотиан             | 2020/21    | Шотландский Чемпионшип  | 24    | 2    | 0     | 0     | 3          | 1          | —      | —      | 27    | 3    |
| Харт оф Мидлотиан             | Итог       | Итог                    | 46    | 2    | 3     | 1     | 10         | 2          | 0      | 0      | 59    | 5    |
| Бервик Рейнджерс (аренда)     | 2017/18    | Вторая лига Шотландии   | 18    | 2    | 2     | 0     | 4          | 0          | 0      | 0      | 24    | 2    |
| Фалкирк (аренда)              | 2018/19    | Шотландский Чемпионшип  | 19    | 0    | 1     | 0     | 0          | 0          | 1      | 0      | 21    | 0    |
| Тюркгюджю Мюнхен              | 2021/22    | Третья лига Германии    | 23    | 1    | 1     | 0     | —          | —          | —      | —      | 24    | 1    |
| Аустрия (Клагенфурт)          | 2022/23    | Австрийская Бундеслига  | 31    | 5    | 3     | 1     | —          | —          | —      | —      | 34    | 6    |
| Аустрия (Клагенфурт) (аренда) | 2023/24    | Австрийская Бундеслига  | 28    | 9    | 2     | 1     | —          | —          | —      | —      | 30    | 10   |
| Вест Хэм Юнайтед              | 2024/25    | Английская Премьер-лига | 10    | 0    | 0     | 0     | 1          | 0          | —      | —      | 11    | 0    |
| Общий итог                    | Общий итог | Общий итог              | 175   | 19   | 12    | 3     | 15         | 2          | 1      | 0      | 203   | 24   |

1. ↑  Включая Кубок Шотландии, Кубок Германии, Кубок Австрии
2. ↑  Включая Кубок шотландской лиги, Кубок Английской футбольной лиги
3. ↑  Матч в Шотландском кубке вызове